# Lista comunelor din Tirol
| - Abfaltersbach - Absam - Achenkirch - Ainet - Aldrans - Alpbach - Amlach - Ampass - Angath - Angerberg - Anras - Arzl im Pitztal - Aschau im Zillertal - Assling - Aurach bei Kitzbühel - Außervillgraten - Axams | - Bach - Bad Häring - Baumkirchen - Berwang - Biberwier - Bichlbach - Birgitz - Brandberg - Brandenberg - Breitenbach am Inn - Breitenwang - Brixen im Thale - Brixlegg - Bruck am Ziller - Buch in Tirol | - Dölsach - Ebbs - Eben am Achensee - Ehenbichl - Ehrwald - Elbigenalp - Ellbögen - Ellmau - Elmen - Erl |
| - Faggen - Fendels - Fieberbrunn - Finkenberg - Fiss - Flaurling - Fließ - Flirsch - Forchach - Fritzens - Fulpmes - Fügen - Fügenberg | - Gaimberg - Gallzein - Galtür - Gerlos - Gerlosberg - Gnadenwald - Going am Wilden Kaiser - Götzens - Gramais - Grän - Gries am Brenner - Gries im Sellrain - Grins - Grinzens - Gschnitz                | - Haiming - Hainzenberg - Hall in Tirol - Hart im Zillertal - Hatting - Häselgehr - Heinfels - Heiterwang - Hinterhornbach - Hippach - Hochfilzen - Holzgau - Hopfgarten im Brixental - Hopfgarten in Defereggen - Höfen                                                     |
| - Imst - Imsterberg - Innervillgraten - Innsbruck - Inzing - Ischgl - Iselsberg-Stronach - Itter | - Jenbach - Jerzens - Jochberg - Jungholz | - Kaisers - Kals am Großglockner - Kaltenbach - Kappl - Karres - Karrösten - Kartitsch - Kaunerberg - Kaunertal - Kauns - Kematen in Tirol - Kirchberg in Tirol - Kirchbichl - Kirchdorf in Tirol - Kitzbühel - Kolsass - Kolsassberg - Kössen - Kramsach - Kufstein - Kundl |
| - Ladis - Landeck - Langkampfen - Lans - Lavant - Längenfeld - Lechaschau - Leisach - Lermoos - Leutasch - Lienz | - Mariastein - Matrei am Brenner - Matrei in Osttirol - Mayrhofen - Mieders - Mieming - Mils - Mils bei Imst - Mötz - Musau - Mutters - Münster                                                           | - Namlos - Nassereith - Natters - Nauders - Navis - Nesselwängle - Neustift im Stubaital - Niederndorf - Niederndorferberg - Nikolsdorf - Nußdorf-Debant |
| - Oberhofen im Inntal - Oberlienz - Obernberg am Brenner - Oberndorf in Tirol - Oberperfuss - Obertilliach - Obsteig - Oetz | - Patsch - Pettnau - Pettneu am Arlberg - Pfaffenhofen - Pfafflar - Pflach - Pfunds - Pians - Pill - Pinswang - Polling in Tirol - Prägraten am Großvenediger - Prutz                                     | - Radfeld - Ramsau im Zillertal - Ranggen - Rattenberg - Reith bei Kitzbühel - Reith bei Seefeld - Reith im Alpbachtal - Rettenschöss - Reutte - Ried im Oberinntal - Ried im Zillertal - Rietz - Rinn - Rohrberg - Roppen - Rum                                             |
| - St. Anton am Arlberg - St. Jakob in Defereggen - St. Jakob in Haus - St. Johann im Walde - St. Johann in Tirol - St. Leonhard im Pitztal - St. Sigmund im Sellrain - St. Ulrich am Pillersee - St. Veit in Defereggen - Sautens - Scharnitz - Schattwald - Scheffau am Wilden Kaiser - Schlaiten - Schlitters - Schmirn - Schönberg im Stubaital - Schönwies - Schwaz - Schwendau - Schwendt - Schwoich - See - Seefeld in Tirol - Sellrain - Serfaus - Sillian - Silz - Sistrans - Sölden - Söll - Spiss | - Stams - Stans - Stanz bei Landeck - Stanzach - Steeg - Steinach am Brenner - Steinberg am Rofan - Strass im Zillertal - Strassen - Strengen - Stumm - Stummerberg                                       | - Tannheim - Tarrenz - Telfes im Stubai - Telfs - Terfens - Thaur - Thiersee - Thurn - Tobadill - Tösens - Trins - Tristach - Tulfes - Tux |
| - Uderns - Umhausen - Unterperfuss - Untertilliach - Vals - Vils - Virgen - Volders - Vomp - Vorderhornbach - Völs | - Waidring - Walchsee - Wattenberg - Wattens - Wängle - Weer - Weerberg - Weißenbach am Lech - Wenns - Westendorf - Wiesing - Wildermieming - Wörgl                                                       | - Zams - Zell am Ziller - Zellberg - Zirl - Zöblen |